# الوكلاء (شركة)
شركة الوكلاء (سابقًا: مكتب الوكلاء الموحد)، أحد الجهات السعودية العاملة في الحج، تأسست في عام 1395هـ، وتقدم الخدمات لحجاج الخارج من خلال منافذ القدوم والمغادرة البرية والبحرية والجوية، باستقبالهم والإشراف على إنهاء إجراءاتهم وإدارة تفويجهم.